# Rosumowskyj-Palast (Baturyn)
Der Rosumowskyj-Palast (ukrainisch Палац Розумовського Palaz Rosumowskoho; russisch Дворец Разумовского Dworez Rasumowskowo) war die Residenz des letzten Hetman der Saporoger Kosaken Generalfeldmarschall Graf Kyrylo Rosumowskyj in Baturyn.
Der in den Jahren 1799 bis 1803 von dem schottischen Architekten Charles Cameron erbaute klassizistische Palast ist ein architektonisches Denkmal und steht als ein Teil der „Hetman Residenz“ unter Denkmalschutz. Es ist das einzige der von Charles Cameron erbauten Gebäuden in der Ukraine.
Das Ensemble besteht aus dem Palast, zwei Nebengebäuden und einem Park.
Das relativ kleine und sehr kompakte dreistöckige Hauptgebäude verfügt über 55 Räume und besitzt an der Hauptfassade einen Portikus mit acht ionischen Säulen die im ersten Stockwerk beginnend bis zum Dreiecksgiebel reichen.

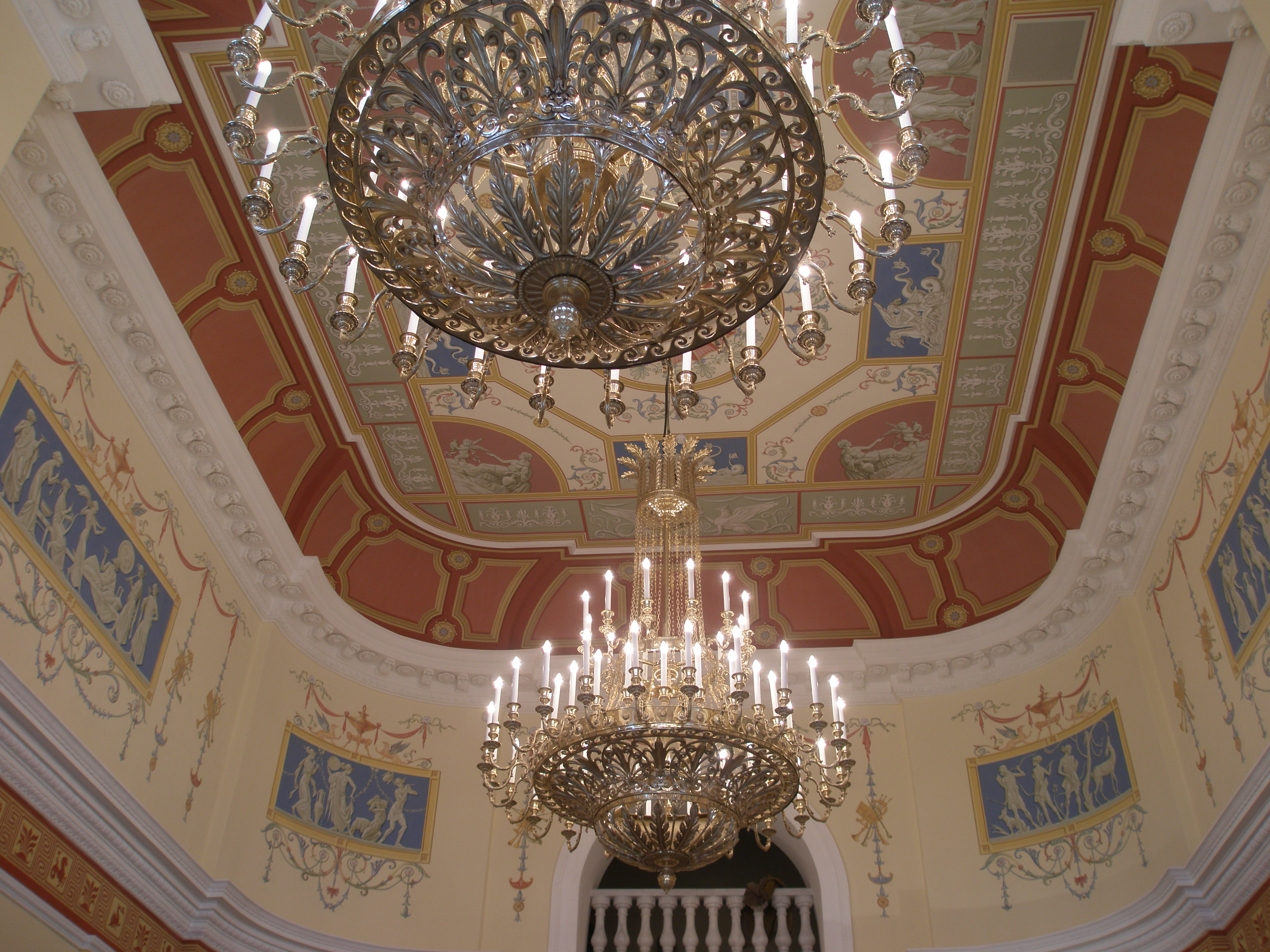
Innenansicht, Decke

## Geographische Lage
Der Rosumowskyj-Palast befindet sich inmitten eines Parks in 500 m Entfernung zum linken Ufer der Seim in der Siedlung städtischen Typs Baturyn (Rajon Bachmatsch) in der ukrainischen Oblast Tschernihiw. Östlich der Parkanlage verläuft die Fernstraße M 02 (Europastraße 101), die Kiew mit Moskau verbindet.

## Renovierung
In den Jahren 1911 und 1967 wurde der Palast restauriert, war jedoch Ende des 20. Jahrhunderts wieder in einem heruntergekommenen Zustand und die Nebengebäude und der Park waren zerstört.
Ab dem Jahr 2004 wurde der Palast, nach einem Beschluss des Ministerkabinetts der Ukraine von 2002, umfassend renoviert und am 22. August 2009 vom Präsident der Ukraine Wiktor Juschtschenko wieder eröffnet.

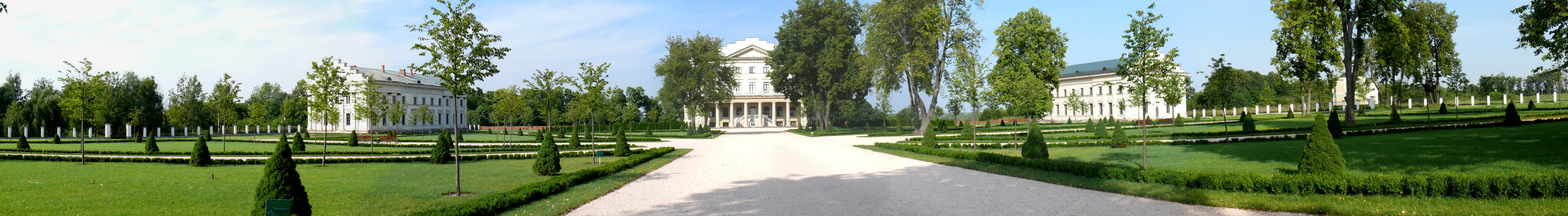
Rückansicht Palast und Parkanlage von Hetman Rosumowskyj in Baturyn (2011)